# Märkisch Luch
Märkisch Luch ist eine Gemeinde im Landkreis Havelland in Brandenburg. Sie wird vom Amt Nennhausen verwaltet.

## Geografie
Märkisch Luch liegt ca. 24 km östlich von Rathenow und ca. 60 km westlich von Berlin. Östlich der Gemeinde liegt der 87 m ü. NHN hohe Heineberg. Im Süden hat Märkisch Luch Anteile am Naturschutzgebiet Marzahner Fenn und Dünenheide.

## Gemeindegliederung
Die Gemeinde Märkisch Luch hat folgende Ortsteile:
- Barnewitz mit dem Gemeindeteil Linde
- Buschow mit den Wohnplätzen Buschow I und Kolonie Buschow
- Garlitz mit dem Gemeindeteil Kieck
- Möthlow

## Geschichte
Barnewitz wurde im Jahr 1289 erstmals als Bornewitz urkundlich erwähnt. Der Ort ist slawischen Ursprungs. Am Ende des Zweiten Weltkrieges wurde der Ort schwer zerstört. Die erste urkundliche Erwähnung von Buschow erfolgte im Jahr 1256. Bei Ausgrabungen wurden in Buschow 1000 Jahre alte Vasen bzw. Urnen gefunden. Garlitz als ältester Ortsteil wurde schon im Jahr 1161 erstmals urkundlich erwähnt. 1822 brannte der Ort nieder und wurde wiederaufgebaut. Im Jahr 1307 erfolgte die erste urkundliche Erwähnung von Möthlow.
Barnewitz, Buschow, Garlitz und Möthlow gehörten seit 1817 zum Kreis Westhavelland in der preußischen Provinz Brandenburg und ab 1952 zum Kreis Rathenow im DDR-Bezirk Potsdam. Seit 1993 liegen die Orte im brandenburgischen Landkreis Havelland.
Die Gemeinde Märkisch Luch entstand am 31. Dezember 2002 aus dem Zusammenschluss der bis dahin selbstständigen Gemeinden Barnewitz, Buschow, Garlitz und Möthlow.

## Bevölkerungsentwicklung
| Jahr | Einwohner |
| ---- | --------- |
| 2002 | 1 377     |
| 2005 | 1 354     |
| 2010 | 1 330     |
| 2015 | 1 251     |
| 2020 | 1.265     |

| Jahr | Einwohner |
| ---- | --------- |
| 2021 | 1.297     |
| 2022 | 1.362     |
| 2023 | 1.359     |
| 2024 | 1.372     |

Gebietsstand des jeweiligen Jahres, Einwohnerzahl: Stand 31. Dezember, ab 2011 auf Basis des Zensus 2011, ab 2022 auf Basis des Zensus 2022

## Politik

### Gemeindevertretung
Die Gemeindevertretung von Märkisch Luch besteht aus zehn Gemeindevertretern und dem ehrenamtlichen Bürgermeister. Die Kommunalwahl am 9. Juni 2024 führte bei einer Wahlbeteiligung von 69,3 % zu folgendem Ergebnis:
| Partei / Wählergruppe              | Stimmenanteil 2019 | Sitze 2019 |       | Stimmenanteil 2024 | Sitze 2024 |
| ---------------------------------- | ------------------ | ---------- | ----- | ------------------ | ---------- |
| Wählergruppe Märkisch Luch         | 43,8 %             | 5          | 100 % | 10                 |            |
| Märkisch Luch bewegt               | 28,1 %             | 3          | –     | –                  |            |
| Unabhängige Wählergruppe Barnewitz | 22,8 %             | 2          | –     | –                  |            |
| Einzelbewerberin Uta Marquart      | 03,2 %             | –          | –     | –                  |            |
| Einzelbewerberin Eleonore Rosanski | 02,1 %             | –          | –     | –                  |            |
| Insgesamt                          | 100 %              | 10         | 100 % | 10                 |            |

### Bürgermeister
- 2003–2014: Rudi Marquardt[10]
- 2014–2024: Andreas Tutzschke (Unabhängige Wählergruppe Barnewitz)[11]
- seit 2024: Volker Schönfeld (Wählergruppe Märkisch Luch)

Tutzschke wurde in der Bürgermeisterwahl am 26. Mai 2019 mit 51,9 % der gültigen Stimmen wiedergewählt.
Schönfeld wurde am 9. Juni 2024 mit 65,5 % der gültigen Stimmen zu seinem Nachfolger gewählt. Seine Amtszeit beträgt fünf Jahre.

## Sehenswürdigkeiten

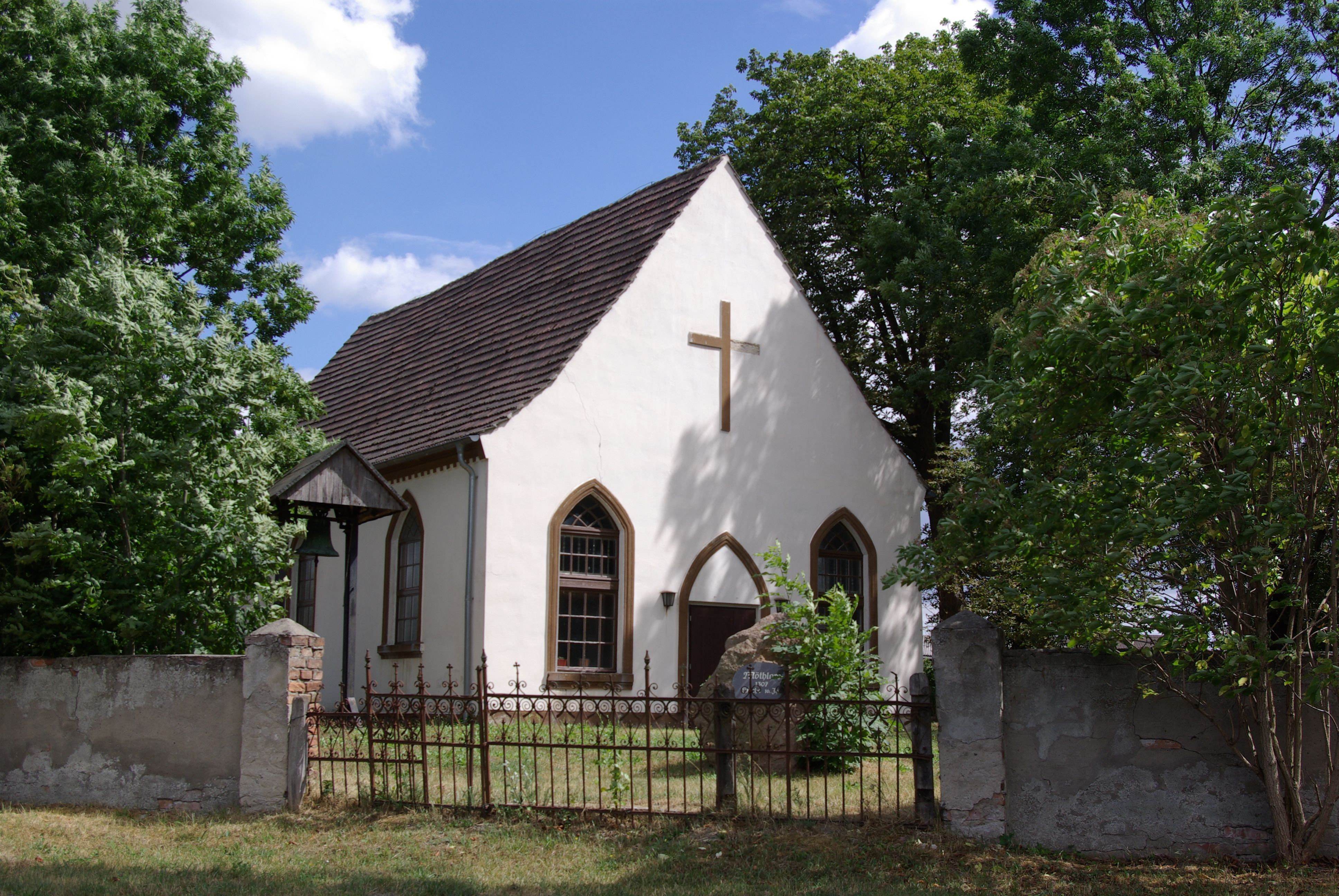
Kirche in Möthlow

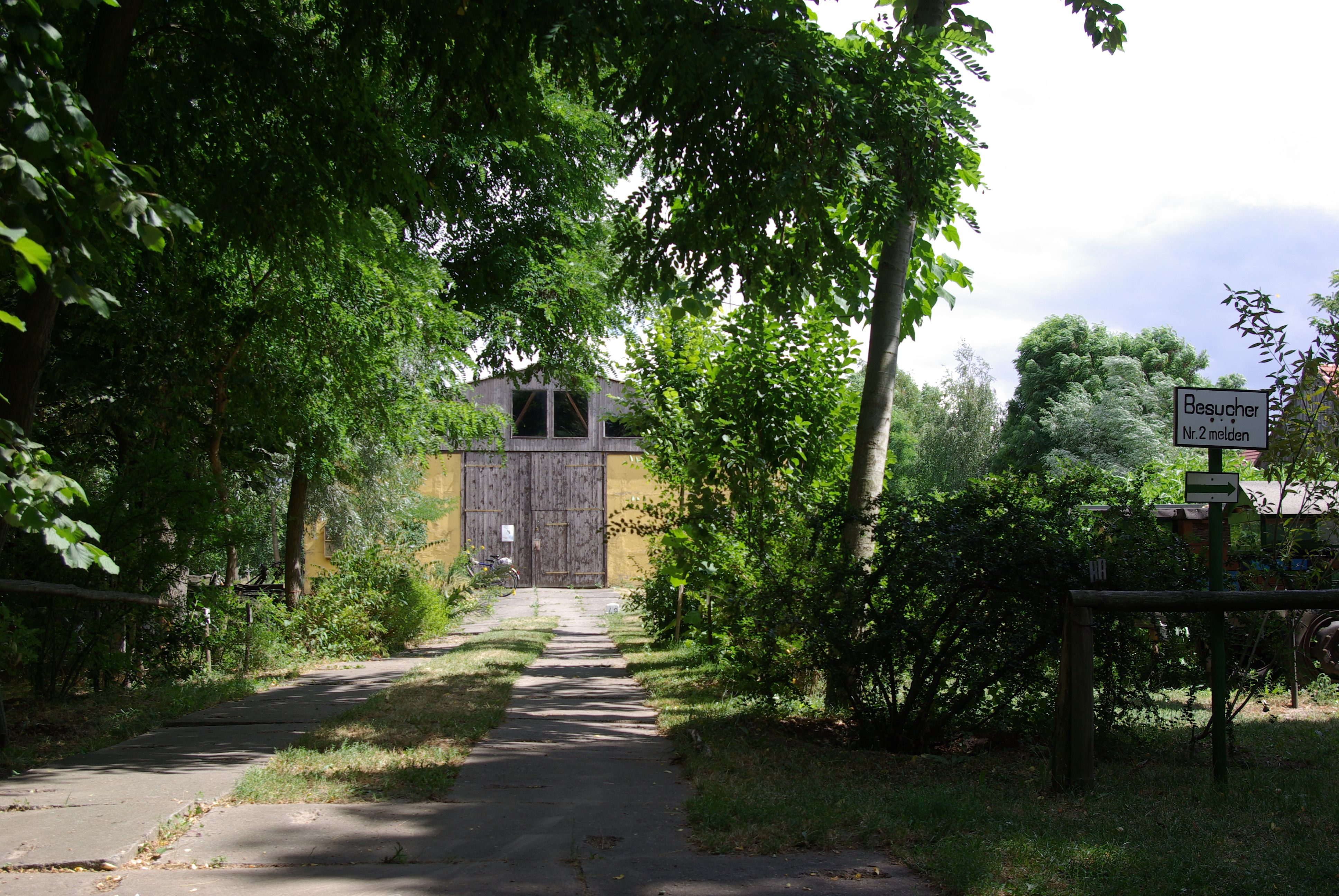
Ehemaliges Bienenmuseum

In der Liste der Baudenkmale in Märkisch Luch stehen die in der Denkmalliste des Landes Brandenburg eingetragenen Baudenkmale.
Weitere Sehenswürdigkeiten:
- Dorfkirche in Barnewitz aus dem 18. Jahrhundert
- Traueiche in Barnewitz OT Linde
- Jagd- und Heimatmuseum in Buschow
- Quantenpark in Buschow (seit 2010)
- Bolchow-Moor
- Dorfkirche Garlitz
- Dorfkirche Möthlow

## Verkehr
Die Gemeinde liegt an der Landesstraße L 99 zwischen Havelsee und Retzow (an der B 5).
Die Bahnstrecke Berlin–Lehrte führt durch die Gemeinde. Der Bahnhof Buschow wird vom Regionalexpress RE 4 (Rathenow–Berlin–Falkenberg) bedient.

## Persönlichkeiten
- Wolf Friedrich von Retzow (1700–1758), preußischer Generalleutnant, geboren in Möthlow
- Adolf Zander (1843–1914), Kirchenmusikdirektor, geboren in Barnewitz
- Günter de Bruyn (1926–2020), Schriftsteller, Lehrer in Garlitz
- Eckart Früh (1942–2014), Literaturhistoriker, geboren in Barnewitz
- Jürgen Wetzel (1938–2022), Historiker, geboren in Garlitz
- Juli Zeh (* 1974), Schriftstellerin, lebt in Barnewitz